# Las Vegas Tennis Open 1987
Il Las Vegas Tennis Open 1987 è stato un torneo di tennis facente parte della categoria ATP Challenger Series nell'ambito dell'ATP Challenger Series 1987. Il torneo si è giocato a Las Vegas negli Stati Uniti dal 12 al 18 ottobre 1987 su campi in cemento.

## Vincitori

### Singolare
Michael Chang ha battuto in finale  Jon Levine con il punteggio di 6–3, 4–6, 6–2.

### Doppio
David Dowlen /  Glenn Layendecker hanno battuto in finale  Mark Basham /  Charles Beckman con il punteggio di 6–1, 6–2.